# Zeitschrift für Sukkulentenkunde
Zeitschrift für Sukkulentenkunde, (abreujat Z. Sukkulentenk.), va ser una revista il·lustrada amb descripcions botàniques que va ser editada a Berlín. Es van publicar 3 números en els anys 1923-1928.